# Die Knoff-Hoff-Show
Die Knoff-Hoff-Show war eine zwischen 1986 und 2004 ausgestrahlte Unterhaltungssendung im ZDF mit populärwissenschaftlichen Themen. Der Name beruht auf einer Verballhornung des Begriffes Know-how.

## Konzept
Das Konzept der Sendung wurde Mitte der 1980er Jahre von Joachim Bublath entworfen, der auch in allen Folgen als Moderator fungierte. Ihm standen dabei nacheinander Ramona Leiß, Babette Einstmann, Monica Lierhaus und Kim Fisher als Co-Moderatorinnen zur Seite.
Es wurden einfache, aber oftmals spektakuläre Experimente gezeigt und gelegentlich auch grob erklärt. Außerdem bekamen Hobbyerfinder die Möglichkeit, ihre Erfindungen dem Publikum vorzuführen, wie zum Beispiel die Brezelschneide- oder auch die Schaumkopfwurfmaschine. Einige „wahnwitzige“ Experimente durfte als Highlight jeder Sendung der Knoff-Hoff-Professor Charly (Egon Keresztes, „Graf Horror Charly“) durchführen. Diese wurden von den Moderatoren anmoderiert und gingen aufgrund der Absurdität der Durchführung meistens schief. 
Markant war auch die Veterinary Street Jazz Band, die die Titel- und Abspannmelodie (eine Interpretation auf Ain’t She Sweet, Original von Lou Gold & His Melody Men, 1927) und kurze musikalische Intermezzi zwischen den Beiträgen einspielte. Die Band wurde auch in einige Experimente eingebunden.

## Produktion
Die Experimente wurden in Zusammenarbeit mit Naturwissenschaftlern aus der Biologie, Physik und Chemie entwickelt. Bei der Erstellung der Experimente halfen Mitarbeiter von Universitäten. Getestet wurden die Experimente in einer Halle in München.
Die Dreharbeiten zu einer Sendung dauerten zwei bis drei Tage. Dabei wurden die Zuschauer als Statisten bezahlt. Die Zuschauer saßen dabei nicht in Stuhlreihen, sondern an kleinen Bistro-Tischen.

## Geschichte
Die Knoff-Hoff-Show ging am 16. Februar 1986 zum ersten Mal auf Sendung. In kurzer Zeit avancierte die Sendung zu einer der erfolgreichsten Wissenschaftssendungen im deutschen Fernsehen. Sie wurde in neun Sprachen synchronisiert. Am 21. März 1999 wurde die 79. und letzte Sendung ausgestrahlt. Bublath begründet die Einstellung der Sendung damit, dass es nicht mehr genug Experimente gegeben habe und eine Wiederholung für das Publikum langweilig sei.
Im Jahr 2002 griff das ZDF das Konzept wieder auf. Unter der Bezeichnung Die große Knoff-Hoff-Show lief die Sendung bis zum Dezember 2004, bevor sie erneut eingestellt wurde. Grund der Einstellung war, dass nach Ansicht des Hauptmoderators, Joachim Bublath, die bisherige Experimentdichte („wir haben jede Minute ein neues Experiment gestartet“) nicht mehr erreicht werden konnte.
Im Sommer 2005 gab es nochmals zwei Spezialsendungen mit dem Namen Der Sommer mit Knoff-Hoff, die mit ihren Experimenten an Die Knoff-Hoff-Show erinnerten.